# David Lloyd Jones
David Lloyd Jones ( * 1944, Victoria (Austrália)- ) é um botânico, ilustrador, e explorador australiano.
Em 1968 publicou de Orchids of Australia, editado por ele e por Bruce Muir, publicado por T.Nelson (Austrália) Ltd., em 1969 foi um dos organizadores da "World Orchid Conference", em Sydney. Em 1987 mudou-se para Canberra para trabalhar no "Australian National Botanic Gardens"
Até julho de 2008 havia descrito, ou recombinado os nomes de 2.249 (IPNI)espécies de plantas, principalmente orquídeas. 

## Algumas publicações
- 1988. Native Orchids of Australia
- Architecture and the Environment: Contemporary Green Buildings. ISBN 0-87951-819-7
- 2005. Palms In Australia. ISBN 978-1-876334-47-5
- 2006. Complete Guide to Native Orchids of Australia. ISBN 978-1-877069-12-3